# Hermógenes de Janto
Hermógenes de Janto también llamado Hermógenes hijo de Apolonio (en griego: Ἑρμογένης Ξάνθιος), convertido posteriormente en ciudadano romano con el nombre de Tito Flavio Hermógenes, fue un atleta griego del siglo I originario de la ciudad-estado de Janto, en Licia.
Hermógenes ganó treinta y un títulos en los Juegos Panhelénicos «periódicos», incluidos ocho en los Juegos Olímpicos. También se distinguió en las numerosas competiciones olímpicas que entonces se habían multiplicado. Así triunfó en la carrera armamentista de los Juegos Capitolinos, durante su recreación en Roma por Domiciano en el 86. El emperador le otorgó la ciudadanía romana para recompensarlo. Se le dedicó un monumento, probablemente ya en los años 90, a la entrada del Letoon, un lugar de honor.

## Atleta
Hermógenes era hijo de Apolonio según la inscripción en su monumento conmemorativo en Janto, o hijo de Demetrio según la inscripción que enumera a los vencedores en los Sebasta (los «Juegos de agosto») de Neápolis; Según Miranda de Martino, quien analizó esta última inscripción, esta diferencia podría explicarse por una adopción "romana". Hermógenes se especializó en carreras de obstáculos y se distinguió en el estadio, que tenía una longitud de un estadio (unos 192 m), el diáulo, que tenía una longitud de dos estadios (unos 384 m), y el hoplitodromos , la carrera de armamentos de dos estadios de longitud.